# Yucca angustissima
Yucca angustissima är en sparrisväxtart som beskrevs av Georg George Engelmann och William Trelease. Yucca angustissima ingår i släktet palmliljor, och familjen sparrisväxter.

## Underarter
Arten delas in i följande underarter:
- Y. a. angustissima
- Y. a. avia
- Y. a. kanabensis
- Y. a. toftiae

## Bildgalleri

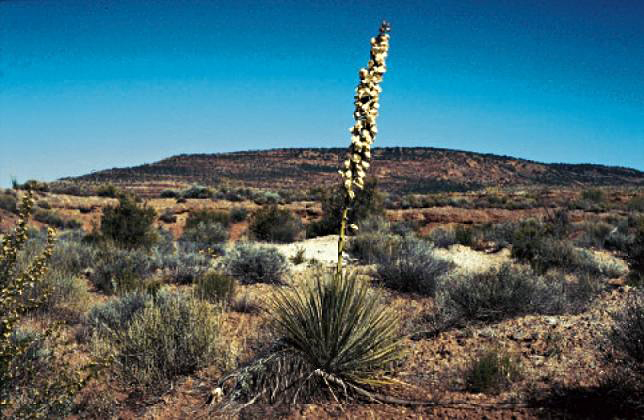
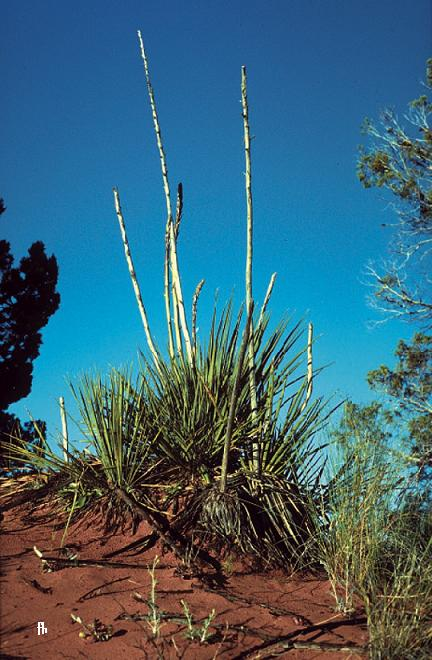
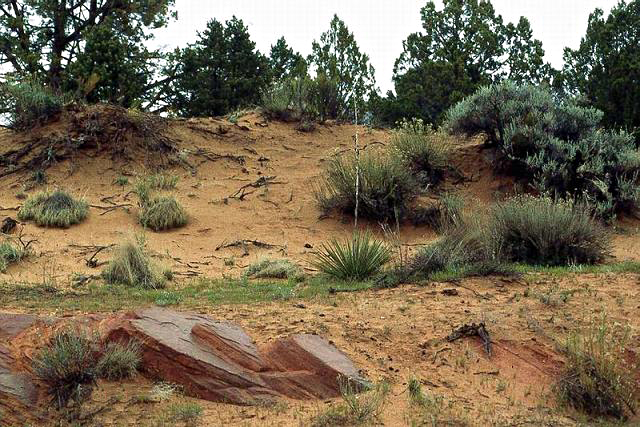
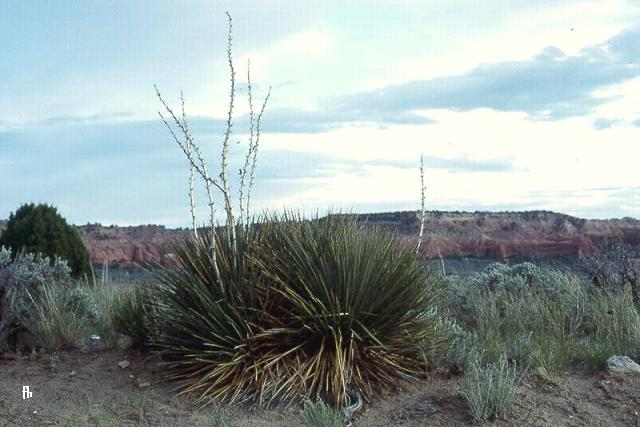